# ريتشارد كاتل (جراح)
ريتشارد بارلي تشانينج كاتيل هو جرّاح رائد في جراحات القناة الصفراوية، ومدير سابق لعيادة لاهي، التي تُعرف الآن باسم مستشفى لاهاي ومركزها الطبي. تميّز كاتل بالإضافة إلى ذلك في العمليات الجراحية في الجهاز الهضمي والبنكرياس والغدة الدرقية.
اشتهر كاتل بالعمل على المرضى من جميع أنحاء العالم بما في ذلك السير أنطوني إيدن.

## النشأة
وٌلد كاتل في 21 مارس 1900 في مارتينز فيري بولاية أوهايو، وتخرج من كلية ماونت يونيون، ثم انتقل إلى جامعة هارفارد لدراسة الطب. كانت عائلته هي عائلة كويكرز (جمعية الأصدقاء الدينية) حيث اعتنق معتقداتهم، ولا سيما المسؤولية والصبر، عندما يتعلق الأمر بتدريس الطب في وقت لاحق. كانت عمه الجراح ديك برينمان مصدر إلهام كاتل لدراسة الطب من سن 16 عامًا، خاصةّ بعد وفاة والدته في وقت مبكر بسبب سرطان الثدي. انضم كاتيل إلى الفيلق الطبي للجيش خلال الحرب العالمية الأولى في عام 1917.

## مهنته الجراحية
بعد التدريب في مستشفى St Luke في نيويورك وفي عيادة لاهي، أصبح كاتل في عام 1927 جزءًا من الطاقم الطبي. توفي مؤسس العيادة، الدكتور فرانك ليهاي، في عام 1953 ، مما أدى إلى أن يصبح كاتيل المدير الجديد. واصل كاتل توليه هذا المنصب إلى أن تسبب المرض في تقاعده في عام 1962.
شغل كاتل منصب محافظ ونائب في الكلية الأمريكية للجراحين، والرئيس السابق للجمعية الطبية العليا بين الولايات ومدير قسم ماساتشوستس في جمعية السرطان الأمريكية.
كان كاتيل يزور لندن عندما احتاج السير أنتوني إيدن تدخلًا جراحيًا. أدّى خطأ مؤسف في عملية جراحية أجراها إيدن في عام 1953 إلى مضاعفات جراحية. على الرغم رغبة وينستون تشرشل والسير موران في إجراء الجراحة الترميمية في لندن، إلا أن البارون إيفانز تمكن من من إقناعهما بإجراء العملية الجراحية تحت إشراف كاتيل في الولايات المتحدة.

## الجوائز
حصل كاتيل على درجة الدكتوراه الفخرية في العلوم من جامعة بوسطن. قدمت جمعية بافالو الجراحية له ميدالية بوسويل بارك وحصل من الجمعية الجراحية في هاريسبيرغ على وسام جورج ب. كانكل الجراحي.

## حياته الأسرية
تزوج كاتيل من أغنيس كامبل ماتسينجر، وأنجبا ابنتين وثلاثة أبناء. عندما تُوفي كاتيل عن عمر يناهز 64 عامًا، كان لديه تسعة أحفاد. [1]

## إرثه الطبي

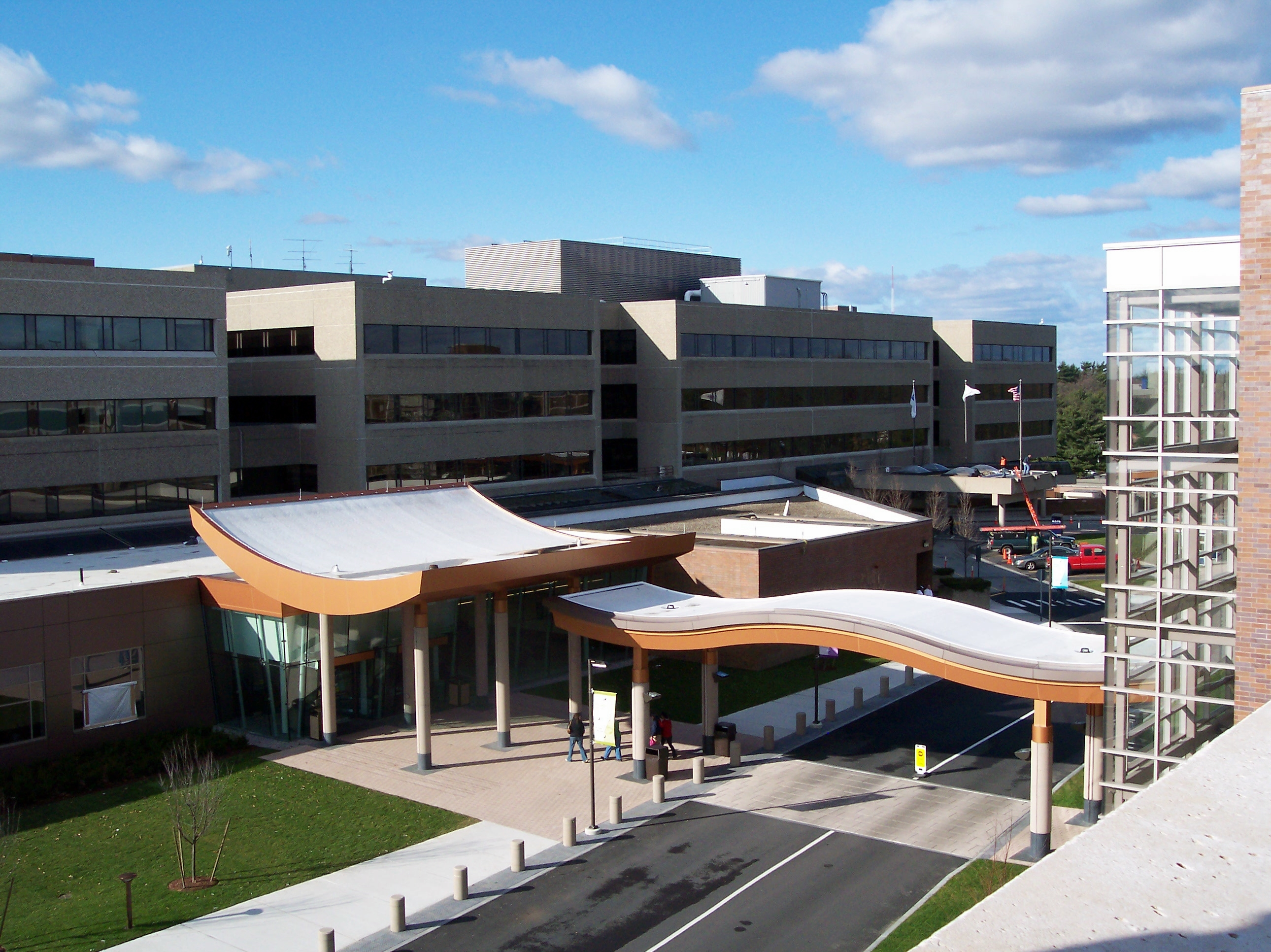
عيادة لاهي

سيبقى إرث كاتيل الرئيسي سمعته للعمل في «الحالات المعقدة».